# Final Straw
Final Straw – trzeci album indierockowego zespołu Snow Patrol. Został wydany w Wielkiej Brytanii w 2003 roku, a w Stanach Zjednoczonych rok później. Płyta przyniosła grupie sukces poza granicami ojczystej Irlandii Północnej i Szkocji.
Teksty piosenek zostały napisane przez wokalistę zespołu, Gary’ego Lightbody’ego, a muzyka skomponowana wspólnie, przez wszystkich członków grupy.
W 2004 roku w Wielkiej Brytanii została wydana reedycja albumu z dwiema dodatkowymi piosenkami, zanim ukazał się w Stanach Zjednoczonych (bez utworów bonusowych).
Piosenka „Wow” została wykorzystana w grze na PlayStation 2, Gran Turismo 4.
Utwór „Somewhere A Clock is Ticking” można było usłyszeć pod koniec trzeciego odcinka drugiej serii serialu Chirurdzy, pod tytułem „17 seconds”.

## Lista utworów
1. „How to Be Dead” – 3:22
2. „Wow” – 4:02
3. „Gleaming Auction” – 2:04
4. „Whatever’s Left” – 2:39
5. „Spitting Games” – 3:46
6. „Chocolate” – 3:02
7. „Run” – 5:54
8. „Grazed Knees” – 2:55
9. „Ways & Means” – 4:48
10. „Tiny Little Fractures” – 2:27
11. „Somewhere a Clock Is Ticking” – 4:32
12. „Same” – 3:54
13. „We Can Run Away Now They’re All Dead and Gone” (Brytyjski, reedycyjny, bonusowy utwór) – 3:15
14. „Half the Fun” (Brytyjski, reedycyjny, bonusowy utwór) – 2:54

## Pozycje na listach przebojów
| Tytuł            | Data wydania | UK | US* |
| ---------------- | ------------ | -- | --- |
| "Spitting Games" | 2003         | 23 | 39  |
| "Run"            | 2003         | 5  | 15  |
| "Chocolate"      | 2004         | 24 | 40  |
| Final Straw      | 2003         | 3  | 91  |
| "How to Be Dead" | 2004         | 39 | –   |

*Pozycja na liście Modern Rock Tracks chart.